# Soluzione fisiologica
La soluzione fisiologica (o soluzione salina) è una soluzione di cloruro di sodio (NaCl) in acqua pura.
La soluzione salina è reperibile in diverse concentrazioni per scopi differenti.
È usata comunemente per infusioni endovenose, per sciacquare le lenti a contatto, per alcune pratiche di igiene di irrigazione nasale. 
Alla concentrazione di 0,9% di NaCl (9 g/l di NaCl) viene comunemente chiamata anche "soluzione isotonica", ma la sua osmolarità (308 mOsm/l) è leggermente più elevata rispetto al sangue, quindi è tecnicamente inesatto dire che questa soluzione è isotonica rispetto al sangue. A questa concentrazione è usata frequentemente per terapie intravenose su pazienti che non possono assumere fluidi oralmente e sono affetti da disidratazione. In caso di infusioni massive di liquidi la soluzione fisiologica tende a portare l'organismo all'acidosi metabolica ipercloremica, quindi vengono spesso preferite soluzioni con composizione differente e iso-osmolari al sangue, come Ringer lattato, Ringer acetato, soluzione di Hartmann.
Poiché le infusioni di una soluzione con bassa osmolarità possono creare emolisi per shock osmotico, le soluzioni di NaCl per uso endovenoso con concentrazioni inferiori a 0,45% sono solitamente accompagnate da glucosio.